# شهرستان رمونتننسکی
شهرستان رمونتننسکی (به لاتین: Remontnensky District) یک شهرستان در روسیه است که در استان روستوف واقع شده‌است.